# Pellenes levaillanti
Pellenes levaillanti là một loài nhện trong họ Salticidae.
Loài này thuộc chi Pellenes. Pellenes levaillanti được Hippolyte Lucas miêu tả năm 1846.